# Rafflesia rochussenii
Rafflesia rochussenii là một loài thực vật có hoa trong họ Rafflesiaceae. Loài này được Teijsm. & Binn. miêu tả khoa học đầu tiên năm 1850.